# Индијска кухиња
Индијска кухиња састоји се од разних регионалних и традиционалних кухиња пореклом са индијског потконтинента. С обзиром на разноликост тла, климе, културе, етничких група и занимања, ове кухиње се значајно разликују и користе локално доступне зачине, зачинско биље, поврће и воће. На индијску храну такође јако утиче религија, посебно хиндуизам, културни избори и традиције. Векови исламске владавине, посебно Могола, такође су увели јела попут самосе и пилава.
Историјски догађаји попут инвазија, трговинских односа и колонијализма одиграли су улогу у увођењу одређене хране у ову земљу. Колумбијско откриће Новог света донело је Индији низ новог поврћа и воћа. Један број њих, попут кромпира, парадајза, чилија, кикирикија и Гуаве, постали су основни производи у многим регионима Индије. Индијска кухиња обликовала је историју међународних односа; трговина зачинима између Индије и Европе била је примарни катализатор европског доба открића. Зачини су се куповали из Индије и њима се трговало по Европи и Азији. Индијска кухиња утицала је на друге кухиње широм света, посебно на оне из Европе (посебно Британије), Блиског истока, Јужне Африке, Источне Африке, Југоисточне Азије, Северне Америке, Маурицијуса, Фиџија, Океаније и Кариба.

## Основне карактеристике
Индијска кухиња састоји се од широког спектра регионалних и традиционалних кухиња. С обзиром на разноликост у типу тла, клими, култури, етничким групама и занимањима, ове кухиње се међусобно знатно разликују, по регионима, јер се користе локално доступне зачине, зачинско биље, поврће и воће. 
На начин исхране и припремање специфичних индијских јела утицало је фиђе чинилаца:
- религија, посебно хиндуистички културни избори и традиција, [тражи се извор] и ислама владавина, посебно владавина Монгола,
- долазак Португалаца на индијске југозападне обале,
- британска вишедеценијска владавина.

- Bhang је јестиви препарат канабиса пореклом са индијског потконтинента. Хиндуси су га користили у храни и пићу већ 1000. п. н. е.[7]
- Страница из  Nimatnama-i-Nasiruddin-Shahi , књиге делиција и рецепата. То документује ликовну уметност прављења  kheer-a .
- Средњовековни индијски рукопис Ниматнама-и-Насирудин-Схахи (око 16. века) који приказује сарвиране самосе.
- Козица са рибом Роху, слика Калигхат. Слатководне рибе и ракови су основна прехрана у источним регионима, истакнуто у Бенгалу.

## Основне карактеристике оброка
Темељ типичног индијског оброка су житарице куване на једноставан начин, допуњене укусним сланим јелима.  Ово последње укључује сочиво, махунарке и поврће зачињено ђумбиром и белим луком, али такође и проницљивијом комбинацијом зачина који могу садржати коријандер, ким, куркуму, цимет, кардамон и другима како је наведено у многим кулинарским конвенцијама. 
У стварном оброку, индијски сервирунг има облик пладња или талија, са централним местом за куване житарице, оне периферне, често у малим зделицама, за укусну пратњу, тако да се храна уноси мешањем - на пример пиринча и сочива - или преклапањем једног - попут хлеба - око другог, попут куваног поврћа. 
Значајна карактеристика индијске хране је постојање низа препознатљивих вегетаријанских кухиња, од којих је свака карактеристика географске и културне историје њених присталица.  Појава ахимсе или избегавање насиља над свим облицима живота у многим верским редовима рано у индијској историји, посебно упанишадијском хиндуизму, будизму и џаинизму, сматра се значајним фактором преваладавања вегетаријанства међу сегментима Хиндуистичког становништва, посебно у јужној Индији, Гуџарату и појасу који говори хиндски у северној и централној Индији, као и међу џаинима.  Међу овим групама осећа се јака нелагодност при помисли да се једе месо, и доприноси ниској пропорционалној конзумацији меса укупној исхрани у Индији. 
За разлику од Кине, која је знатно повећала потрошњу меса по становнику у годинама повећаног економског раста, у Индији су јаке дијететске традиције допринеле да млекарство, а не месо, постане преферирани облик конзумације животињских протеина који прати већи економски раст. 
У последњем миленијуму, најзначајнији увоз техника кувања у Индију догодио се током Монгоског царства. Узгој пиринча проширио се много раније из Индије у централну и западну Азију; међутим, током могулске владавине јела, као што је пилав, ] развила су се у међувремену током Абасидског калифата, и технике кувања, попут маринирања меса у јогурту, прошириле су се у северну Индију из северозападних региона.  Једноставном персијском јогурту - маринади почели су да се додају лук, бели лук, бадеми и зачини.  Пиринач узгајан на југозападу главног града Могула, Агра, која је у исламском свету постао позната по финим зрнима, делимично је кувана и слаган наизменично са сотираним месом, и у чврсто запечаћеном лонацу је споро куван према другој персијској техници кувања. Тако се произвело оно што је данас постало индијски бирјани,  одлика свечаних трпеза у многим деловима Индије. 
У храни која се служи у ресторанима у урбаној северној Индији и на међународном нивоу, разноликост индијске хране делимично је прикривена доминацијом панџапске кухиње. То је великим делом изазвано предузетничком реакцијом људи из регије Пенџаб који су расељени поделом Индије 1947. године и који су у Индију стигли као избеглице.  Идентификација индијске кухиње са пилетином тандоори - куваном у тандури пећи, која се традиционално користила за печење хлеба у руралном Пенџабу и региону Делхи, посебно међу муслиманима, али која је пореклом из Централне Азије - датира из овог периода. 